# Nowy Dwór (sielsowiet Szerszuny)
Nowy Dwór (biał. Новы Двор, ros. Новый Двор) – wieś na Białorusi, w rejonie mińskim obwodu mińskiego, w sielsowiecie Szerszuny, około 28 km na północny zachód od Mińska, nad rzeką Hujką.

## Historia
Dobra nowodworskie były w czasach najdawniejszych dziedzictwem rodziny Stetkiewiczów. Około 1590 roku były własnością Piotra Dorohostajskiego, wojewody smoleńskiego. Wkrótce potem kolejnymi znanymi właścicielami majątku byli Marcin (Marcjan) Górski, chorąży wileński i jego żona Maria (Maryja, Marianna, Maryna, zm. krótko po 1627 roku) z domu Sołomerecka, córka kniazia Bohdana Sołomereckiego, starosty krzyczewskiego i ołuczyckiego. Maria była szwagierką Bohdana Stetkiewicza.
W 1695 roku (albo 1668) Nowy Dwór został kupiony przez Marcina Kazimierza Wołodkowicza (zm. w 1716 roku), podstarościego mińskiego i jego żonę Helenę, z domu Kostrowicką. Majątek pozostawał własnością tej rodziny aż do 1917 roku. Ostatnimi trzema właścicielami wsi byli: Ludwik Ksawery Wołodkowicz (ur. w 1813 roku), honorowy kurator szkół ziemi wileńskiej, jego syn Józef Gabriel Wołodkowicz (1851–1913) i syn Józefa, Ludwik Leon Wołodkowicz (1878–1930).
W wyniku II rozbioru Polski wieś znalazła się w 1793 roku w Imperium Rosyjskim. W latach 1919–1920 była pod polskim zarządem wszedłszy w skład powiatu mińskiego. W 1921 roku znalazła się w ZSRR, a od 1991 roku – na Białorusi.
Słownik geograficzny Królestwa Polskiego odnotowuje, że w 1866 roku była we wsi gorzelnia.

## Dawne zabytki
Prawdopodobnie Marcin Wołodkowicz lub któryś z jego synów (Franciszek, Dominik lub Stefan) wybudował na przełomie XVII i XVIII wieku rezydencję, która przetrwała do I wojny światowej. Był to duży, prostokątny, murowany, parterowy dwór z oryginalnym prawdopodobnie XVIII-wiecznym portykiem, z dwoma rzędami kolumn. We wnętrzu było kilkanaście pokoi w układzie dwu- i trzytraktowym. Na ścianach wisiała bogata kolekcja obrazów, spośród których do cenniejszych należały portrety rodzinne namalowane przez Jana Krzysztofa Damela.
Przed domem, po obu stronach gazonu znajdowały się pomieszczenia gospodarcze, w tym duża oficyna. Od strony ogrodu znajdował się park, zaprojektowany w typowym staropolskim stylu: regularnie sadzone szpalery lipowe zamykane kwaterami sadu owocowego.
Obecnie po majątku nie ma śladu. Został on opisany w 1. tomie Dziejów rezydencji na dawnych kresach Rzeczypospolitej Romana Aftanazego.

Galeria
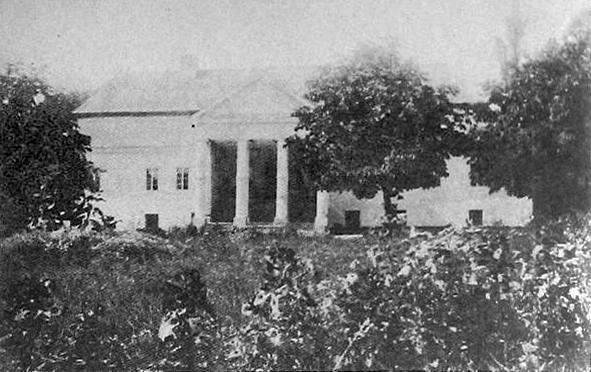
Dwór Wołodkowiczów około 1914 roku
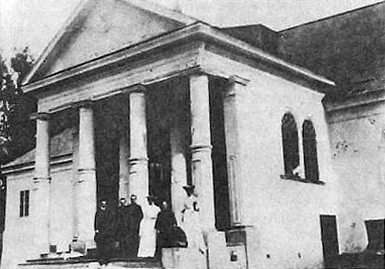
Portyk dworu Wołodkowiczów około 1914 roku